# Salix ianthinum
Salix ianthinum är en sjöpungsart som först beskrevs av Sluiter 1909.  Salix ianthinum ingår i släktet Salix och familjen Polycitoridae. Inga underarter finns listade i Catalogue of Life.